# Шумик Магда Миколаївна
Магда Миколаївна Шумик (1908 — ?) — українська радянська діячка, ланкова колгоспу імені Молотова Рудківського (Самбірського) району Дрогобицької (Львівської) області. Герой Соціалістичної Праці (27.07.1954).

## Біографія
Народилася в селянській родині. Працювала в сільському господарстві.
З початку 1950-х років — ланкова колгоспу імені Молотова (потім — «Ленінський шлях», «Ленінець») села Хлопчиці (села Новосілки-Гостинні) Рудківського (тепер — Самбірського) району Дрогобицької (тепер — Львівської) області.
27 липня 1954 року Магді Шумик було присвоєно звання Героя Соціалістичної Праці з врученням ордена Леніна і золотої медалі «Серп і молот» за одержання високих врожаїв цукрових буряків у 1953 році. Одержала врожай цукрових буряків 632,8 центнерів з гектара на площі 5 гектарів.

Герї Соціалістичної Праці Дрогобицької області

Обиралася депутатом Львівської обласної ради 10-го скликання (1965—1967 роки).
Потім — на пенсії в селі Хлопчиці Самбірського району Львівської області.

## Нагороди
- Герой Соціалістичної Праці (27.07.1954)
- два ордени Леніна (27.07.1954, 26.02.1958)
- медалі